# 群馬県道339号相老停車場線

県道番号標示（桐生市相生町）

群馬県道339号相老停車場線（ぐんまけんどう 339ごう あいおいていしゃじょうせん）は、群馬県桐生市相生町の相老停車場から群馬県道3号前橋大間々桐生線までを結ぶ県道である。

## 路線データ
- 起点：相老停車場[1]（桐生市相生町2丁目）
- 終点：桐生市相生町2丁目（群馬県道3号前橋大間々桐生線交点）[注釈 1]

## 歴史
- 1959年（昭和34年）9月18日：群馬県より現・道路法に基づき、県道相老停車場線（相老停車場 - 県道前橋大間々桐生線交点〈桐生市天王宿〉、整理番号88）が路線認定される[2]。
  - 同時に、前身路線にあたる県道天王宿相老停車場線（桐生市天王宿 - 相老停車場、整理番号91）が路線廃止される[3]。

## 地理

### 通過する自治体
- 群馬県
  - 桐生市

### 交差する道路
- 群馬県道3号前橋大間々桐生線 - 桐生市相生町2丁目（終点）